# Акі Каурісмякі
Акі Олаві Каурісмякі (фін. Aki Olavi Kaurismäki; *4 квітня 1957, Оріматтіла) — фінський кінорежисер, сценарист, кіноактор.
Молодший брат кінорежисера Міки Каурісмякі.

## Біографія
У ранні роки Акі Каурісмякі працював поштарем, посудомийником, кінокритиком. Згодом спільно з братом заснував продюсерсько-дистриб'юторську компанію «Villealfa». [Архівовано 14 квітня 2015 у Wayback Machine.]
Після закінчення навчання в Університеті Тампере (медіа студії) Акі Каурісмякі розпочав свою кар'єру як співсценарист та актор у фільмах свого старшого брата Міки Каурісмякі.

## Творчість
Акі Каурісмякі — видатний у Фінляндії режисер, добре відомий своїми фільмами, у яких діалоги зведено до мінімуму.

Фінське кіномистецтво лише в останні десятиріччя перейшло від сільської тематики до міської[джерело?] та отримало міжнародне визнання переважно завдячуючи земним, дуже особистісним, лаконічним, але загалом універсальним за темами фільмам Акі Каурісмякі та його брата.
Його дебютом як самостійного режисера художнього фільму став «Злочин та покарання» (1983) — адаптація однойменного роману Федора Достоєвського, події якого відбуваються у сучасному Гельсінкі.
Світову увагу Акі Каурісмякі привернув до себе фільмом «Ленінградські ковбої їдуть в Америку».
Каурісмякі перебував під впливом французьких режисерів Жана-П'єра Мельвіля та Робера Брессона, а деякі критики також помічали вплив Райнера Вернера Фассбіндера. Водночас Каурісмякі заявив, що йому якось ніколи не випадало переглянути будь-який з фільмів Фассбіндера аж до недавнього часу. Його фільми мають гумористичну сторону, яку також можна побачити у фільмах Джима Джармуша, який зіграв камео у фільмі Каурісмякі «Ленінградські ковбої їдуть в Америку». (Разом із цим, Джармуш залучив акторів, які часто з'являлися у фільмах Каурісмякі у своєму власному фільмі «Ніч на Землі», частина якого відбувається у Гельсінкі.)
Каурісмякі називають «творцем» («автором») через його власний стиль «беземоційного гумору». [Архівовано 28 березня 2014 у Wayback Machine.]
Роботи Каурісмякі відомі мінімалістичним невербальним спілкуванням та беземоційною постановкою діалогів.
У своєму найвідомішому фільмі «Людина без минулого» Акі Каурісмякі балансує на межі сміху та суму.
Багато робіт Каурісмякі зосереджені на Гельсінкі, як у фільмі «Союз Каламарі», Пролетарській трилогії («Тіні у раю», «Аріель» та «Дівчина з сірникової фабрики») та Фінляндській трилогії («Дрейфуючі хмари», «Людина без минулого» та «Вогні у сутінках»). Його бачення Гельсінкі критичне та надзвичайно неромантичне. Його герої часто говорять про те, як їм вибратися з Гельсінкі. Дехто опиняється у Мексиці («Аріель»), інші в Естонії («Тіні у раю», «Союз Каламарі», «Бережи свою хустину, Татьяно»). Події більшості його фільмів — 1980-ті чи, принаймні, вони містять елементи цього десятиріччя.
Каурісмякі був помітним критиком цифрового кінематографа, назвавши його «винаходом диявола» та заявивши, що він «не робитиме цифрові фільми ніколи у своєму житті» [Архівовано 29 березня 2014 у Wayback Machine.]. Однак, у березні 2014 р. він змирився із цим, скзавши, що «з метою підтримки доступу потенційної аудиторії до моєї скромної кінотворчості, я, зрештою, зацифровувати усю її, як наявну, так і її ще невідомі форми.» [Архівовано 29 березня 2014 у Wayback Machine.]

## Нагороди та протести
Фільм Каурісмякі «Аріель» (1988 р.) був представлений на 16-му Московському міжнародному кінофестивалі, де отримав нагороду Міжнародної федерації кінокритиків.
Найбільш визнаною працею Каурісмякі став фільм «Людина без минулого», який виграв Гран-прі та Приз Екуменічного журі на Каннському кінофестивалі у 2002 році, а також був номінований на «Оскар» у 2003 р. в категорії «Найкращий фільм іноземною мовою».
Проте, Каурісмякі відмовився відвідати церемонію «Оскара», стверджуючи, що він не хоче почувати себе на вечірці у країні, яка перебуває у стані війни.
Наступний фільм Каурісмякі «Вогні у сутінках» був також обраний фінляндським номінантом на «Найкращий фільм іноземною мовою», але він знову бойкотував церемонію та відмовився від номінації, заявивши про свій протест проти зовнішньої політики Президента США Джорджа Буша — мол..
У 2003 р. Каурісмякі також бойкотував 40-й Нью-Йоркський кінофестиваль у знак солідарності з іранським режисером Аббасом Кіаростамі, якому не видали вчасно візу для відвідання фестивалю.
У 2014 разом з іншими членами Європейської кіноакадемії підписав лист на адресу президента Росії, голови Держдуми, директора ФСБ, міністра внутрішніх справ і генерального прокурора Росії, із закликом гарантувати безпеку Олега Сенцова, а також провести об'єктивне і неупереджене розслідування його справи.

## Фільмографія

### Художні фільми
- «Злочин та покарання», 1983
- «Союз Каламарі», 1985
- Тіні у раю, 1986
- «Гамлет іде в бізнес», 1987
- «Аріель», 1988
- «Брудні руки», 1989 (виробництво для Фінського ТБ)
- «Ленінградські ковбої їдуть в Америку», 1989
- «Дівчина з сірникової фабрики», 1990
- «Я найняв кілера», 1990 (знятий у Великій Британії)
- «Життя богеми», 1992 (знятий у Франції)
- «Бережи свою хустину, Татьяно», 1994
- «Ленінградські ковбої зустрічають Мойсея», 1994
- «Дрейфуючі хмари», 1996
- «Юха», 1999
- «Людина без минулого», 2002
- «Вогні у сутінках», 2006
- «Гавр», 2011
- «По той бік надії», 2017
- «Опале листя», 2023

### Документальні фільми
- «Саймаа — явище», 1981
- «Тотальне шоу балалайки», 1994

### Короткометражні фільми
- Роккі VI, 1986 (8 хв.)
- «Thru the Wire» (Крізь провід), 1987 (6 хв.)
- «Rich Little Bitch» (Багата маленька сука), 1987 (6 хв.)
- «L.A. Woman» (Лос-анджелеська жінка), 1987 (5 хв.)
- «Those Were The Days» (Ті були дні), 1991 (5 хв.)
- «These Boots» (Ці черевики), 1992 (5 хв.)
- «Oo aina ihminen» (… завжди людина), 1995 (5 хв.)
- «Välittäjä» (Брокер), 1996 (4 хв.)
- «Dogs Have No Hell» (У собак немає пекла), 2002 (10-хвилинний епізод у колективному фільмі «На десять хвилин старше — Труба»)
- «Bico», 2004 (5-хвилинний епізод у колективному фільмі «Бачення Європи»)
- «The Foundry» (Ливарня), 2006 (3-хвилинний епізод у колективному фільмі «Для кожного своє кіно»: кіноальманасі, знятому спеціально до 60-го Каннського кінофестивалю 35-ма всесвітньовідомими режисерами).

## Літературні уподобання
У 2007 р. в інтерв'ю фінляндському виданню «Helsingin Sanomat» Каурісмякі напівжартома назвав єдиними справжніми письменниками Франца Кафку та Миколу Гоголя.